# Ряжско-Моршанская железная дорога
Ряжско-Моршанская железная доро́га — железная дорога в Российской империи, построенная на средства частного капитала — Общества Ряжско-Моршанской железной дороги. С 1888 года — казённая. Протяженность 122 версты.

## История
Движение от станции Ряжск Рязано-Козловской ж. д. до станции Моршанск открыто в декабре 1867 года. Максимальный продольный уклон пути на железной дороге был 10 ‰, наименьший радиус кривых в поворотах — 640 м .
1 января 1888 г. дорога выкуплена в казну. В январе 1890 г. объединена с Моршанско-Сызранской ж. д. и Ряжско-Вяземской ж. д. в казённую Сызрано-Вяземскую (протяженностью в 1307 вёрст).